# Relámpago y círculo (símbolo)

Relámpago y círculo utilizado por la Unión Británica de Fascistas

Bandera original de la Unión Británica de Fascistas.

Una bandera de fasces alternativa de la Unión Británica de Fascistas

El relámpago y círculo es un símbolo fascista utilizado por varias organizaciones. Fue utilizado por primera vez por la Unión Británica de Fascistas (BUF) y adoptado en 1935.

## Historia

### Orígenes (1935-1940)
La BUF fue fundada en 1932 y adoptó como emblema las fasces, cuyo haz de palos representa la fuerza a través de la unidad, y cuyo hacha representa la autoridad suprema del Estado a la que los ciudadanos deben lealtad. Aunque las fasces fueron utilizadas casi exclusivamente por los camisas negras de Benito Mussolini, la BUF afirmó que tenían derecho a usar el símbolo sobre la base de que las fasces se usaron ampliamente en Gran Bretaña durante la época romana y que el Imperio británico continuó con la tradición de civilización de ellos. El símbolo se cambiaría oficialmente en marzo de 1934 de las simples fasces doradas a una bandera de la Unión dentro de un escudo y una fasces colocada en la parte superior. Las razones de este cambio fueron que la BUF quería enfatizar su compromiso con el rey y el país mediante la adición del emblema nacional; la otra razón fue ayudar al movimiento a distinguirse en naciones extranjeras.[cita requerida]

Bandera de la Unión Británica de Fascistas, conocida como el «Estandarte de la Unión».

A partir de la década de 1930, las fasces comenzaron a eliminarse gradualmente en favor del símbolo final del BUF, el Destello y el Círculo. En el verano de 1935, Eric H. Piercy, comandante de las Fuerzas de Defensa Fascistas, diseñó el emblema y se lo presentó a Oswald Mosley, líder del BUF. Los colores oficiales eran: un rayo ("destello") y un círculo blancos, un círculo azul y un fondo rojo. El simbolismo de este diseño pretendía transmitir un destello de acción dentro de un círculo de unidad. Si bien hubo una falta de coherencia en la apariencia de Flash y Circle, como la versión invertida de corta duración utilizada en 1935, se convertiría en el símbolo principal del partido y se usó ampliamente durante 1935-1940. Los opositores de izquierda del BUF apodaron el símbolo como "una llamarada de fuego". El uso de cualquier símbolo por parte del BUF disminuiría lentamente después de que el partido fue prohibido y su liderazgo (incluido Mosley) fue internado el 23 de mayo de 1940 bajo el Reglamento de Defensa 18B.[cita requerida]

## Uso fuera del BUF
El emblema del partido fascista búlgaro, Unión Nacional de Legiones Búlgaras (SBNL), utilizó una variante de la versión del destello y el círculo, en sustitución de la esvástica. El rayo representó al SBNL atacando al comunismo. Finalmente, el emblema sustituiría el rayo por la esvástica a finales de 1944.

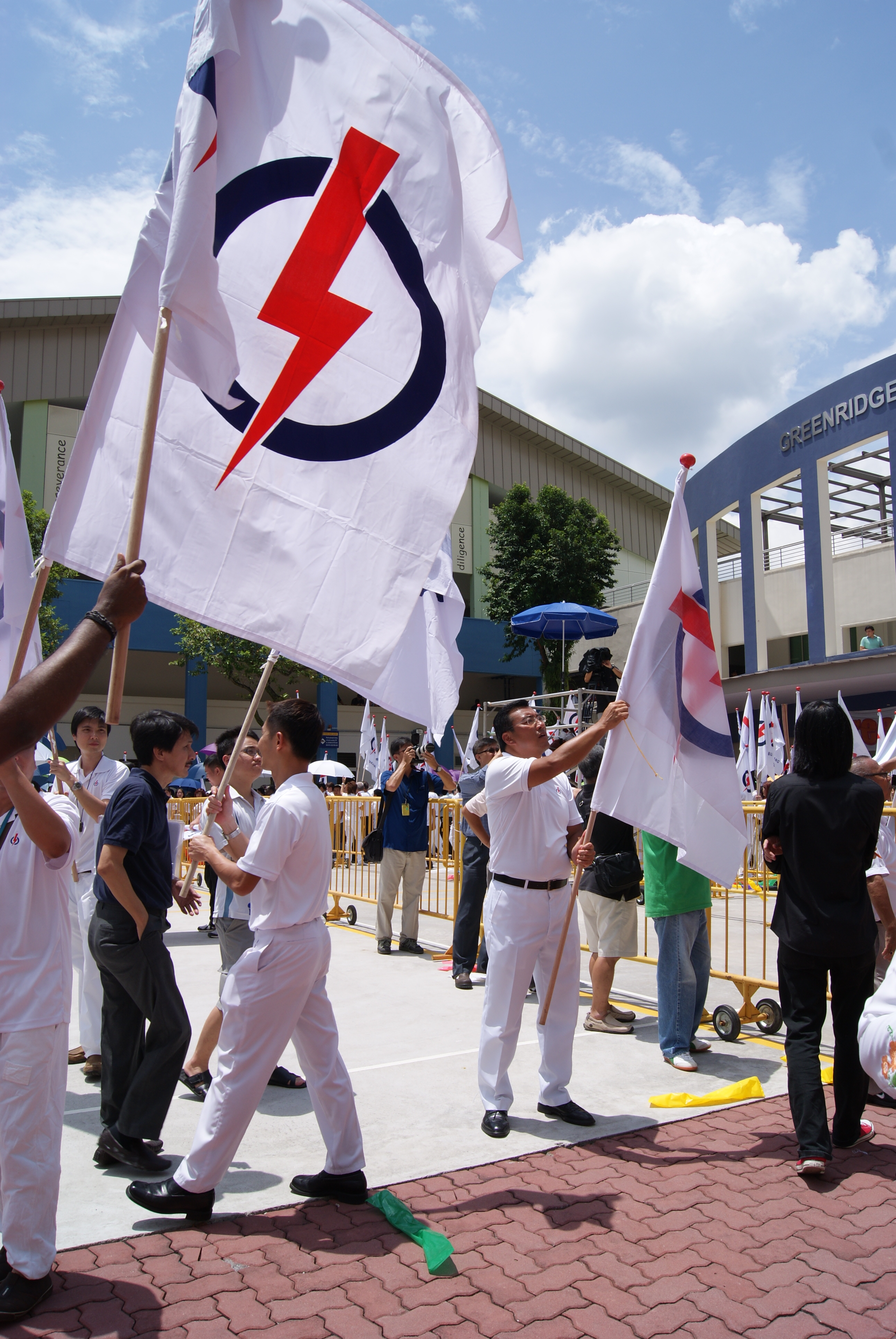
Bandera del Partido de Acción Popular de Singapur, sostenido en alto por algunos militantes del partido durante la campaña general de elecciones de 2011.

El símbolo del Partido de Acción Popular (PAP) de Singapur, el partido más grande en el entorno nacional, está compuesto de un relámpago de color rojo a través de un círculo azul inferior. El partido mismo ha expuesto en varias ocasiones que este símbolo representa la acción dentro de la unidad racial y social, junto con un fondo blanco que representa la «pureza tanto de pensamiento, como de obras». Cuando se le preguntó sobre los orígenes de la insignia, Lee Kuan Yew, miembro fundador del PAP y primer primer ministro de Singapur, "reconoció una influencia en el diseño del símbolo BUF, pero agregó que la combinación de colores se había cambiado para el logotipo del PAP".
Un símbolo similar es usado por el Blocco Studentesto, movimiento italiano de las juventudes en el CasaPound (CPI).[cita requerida]